# Сабуров, Александр Матвеевич
Алекса́ндр Матве́евич Сабу́ров — актёр, артист Императорских московских театров (1800—1831), муж Аграфены Тимофеевны Сабуровой.
Очень хорошо играл роли светских молодых людей, отличался прекрасной дикцией и благородством осанки. Большой успех имел в водевилях, особенно в роли Грифьяка («Феник, или Утро журналиста»).
Похоронен на Ваганьковском кладбище (6 уч.).